# 1505년

## 연호
- 명(明) 홍치(弘治) 18년
- 일본(日本) 에이쇼(永正) 2년
- 후 레 왕조(後黎朝) 도안카인(端慶) 원년

## 기년
- 류큐(琉球) 쇼신왕(尚真王) 29년
- 명(明) 효종 홍치제(孝宗 弘治帝) 18년
- 조선(朝鮮) 연산군(燕山君) 11년
- 후 레 왕조(後黎朝) 위목제(威穆帝) 원년

## 사건
- 3월 25일 - 인도 초대 총독[1][2]으로 임명받은 알메이다(임기 1505~1509)가[3] 1,500명과 22척의 함대를 거느리고 리스본을 출발하였다.[4]

## 사망
- 김처선 - 조선 연산군 당시 환관
- 명나라의 제9대 황제 홍치제
- 안양군 - 조선 연산군 당시 성종의 후궁 귀인 정씨의 아들